# 他人の関係
「他人の関係」（たにんのかんけい）とは、金井克子の楽曲で、31枚目のシングルである。1973年3月21日に発売。

## 金井克子のオリジナル・シングル

### 楽曲紹介
金井のシングル盤では唯一、オリコントップ10にランクインした。1973年6月4日付チャートでトップ30入り、徐々に順位を上げ、同年7月23日及び7月30日付チャートで最高の7位を記録。トップ10には連続8週ランクされた。
公称売上は100万枚を突破した。
「パッパッパヤッパー」（実際のレコーディングでは、ソフトなタッチで「バンバンババンバン」と歌われている）という、独特のスキャットをフィーチャーしたイントロ・間奏と、それに合わせた指さし確認のような振り付けを披露している。この振り付けは、スイート・チャリティーで男性ダンサーがたばこを手に踊るダンスをモチーフとしたもので、金井のステージではよくフラッシャーズという男性のバックダンサーを従えて演じられた。
同年の第15回日本レコード大賞企画賞を受賞し、『第24回NHK紅白歌合戦』で披露された。また、"夏の紅白"と云われる『思い出のメロディー』で披露される機会も多い。

### エピソード
金井は本楽曲前は紅白に出場経験はあったものの、本人曰く「デビューしてから10年近く歌がヒットしない状態だった」。このため本人は内心「次の曲で（歌手活動を）最後にしよう」と思っていた所、渡された新曲が『他人の関係』だった。同曲の譜面を渡された時、金井はエロティックな歌詞を見て、売れる予感は全く感じなかったという。
スタッフ陣による同曲の制作会議では、以下のような意見が出た。「（大人の恋愛を扱った、当時としては）ショッキングな歌詞なので、（金井が歌う時の）顔の表情や声を詞に合わせると生々しくなってしまう」、「では反対に感情を全く入れずに人工的な感じで歌わせるのはどうか？」。これらを踏まえて振り付けも極力抑える方向になり、「バンバンババンバン」の硬質な手の振りが考案された。
発売後、印象的な“パッパッパヤッパー”のイントロとフィンガーアクションの振り付け、クールな表情で歌う金井の姿が話題を集めた。これにより金井は、“フィンガーアクションの先駆者”とも呼ばれるようになった。
金井が後に航空会社の客室乗務員（CA）たちから聞いた話では、イントロのフィンガーアクションはCAが機内の乗客への説明で非常口を指し示す時のポーズとそっくりだった。このため同曲がヒットした当時は、様々な国内線でCAたちが手を出すたびに乗客から「バンバンババンバン」や「パッパッパヤッパー」と声が上がり、「みなさん恥ずかしい思いをされたそうです」とのこと。

### 収録曲
（全作詞：有馬三恵子／作曲・編曲：川口真）
1. 他人の関係
2. 蜜の誘惑

### 表題曲のタイアップ
- TBS系『ぎんざナイトナイト』今月の歌
- TBS系『ウルトラマンタロウ』第48話「怪獣ひなまつり」
  - 怪獣ベロンを大人しくさせるために歌った歌の一つ（他は「狙いうち」「恋のダイヤル6700」など）
- 「全農[5]・パールライス」CMソング（1990年代前半）
  - 金井が右手にご飯を盛った茶碗と、左手はしゃもじを持ちイントロに合わせて振り付けしながら、真顔の表情で「パールライス」と言っていた。
- NTT市内電話値下げ告知CMソング（1991年）
- NHK『解体新ショー』テーマソング（2007年 - 2009年）
  - 「解体新ショー」のオープニングでは、番組キャラクターのリカオとリカコがイントロ部分の振りを披露。

## 一青窈のシングル

### 2012年版
『他人の関係』(たにんのかんけい)は一青窈の配信限定シングル

#### 解説
シングルとしては前作『パラソル哀歌』から僅か1ヶ月での発売となった。
本作は10ヶ月連続配信企画の第4弾となる楽曲であり、カバー・アルバム『歌窈曲』からの先行シングルとなる。

#### 収録曲
1. 他人の関係
作詞：有馬三恵子／作曲：川口真 / 編曲：小林武史

#### 収録アルバム
他人の関係
- 『歌窈曲』

### 2014年版
一青窈によるカバーシングル「他人の関係 feat. SOIL&"PIMP"SESSIONS」は、一青窈の19枚目のシングルであり、2014年8月27日に発売された。

#### 概要
- 2012年には昭和歌謡のカバー集『歌窈曲』を発表している。「他人の関係」はそのアルバムにも収録されているが、今回は全くのニューバージョンとなった。フジテレビ系ドラマ『昼顔〜平日午後3時の恋人たち〜』の主題歌であり、制作サイドから主題歌の依頼を受けた一青はSOIL&"PIMP"SESSIONSをコラボの相手役として指名[7]。
- ジャケットのイラストは師岡とおるによる描き下ろしである。ミュージック・ビデオは春山DAVID祥一によるもので、SOIL&"PIMP"SESSIONSも登場[7]。
- 初回限定盤には食欲にフォーカスを当てた表題曲のミュージック・ビデオが収録されたDVDが付属する[8]。ジャケットにも通常盤と微妙な違いがある[9]。
- 同年8月13日に放送されたフジテレビ系『2014 FNSうたの夏まつり』にて、一青は金井克子とともに表題曲を共演した[10]。

#### 収録曲

##### CD
1. 他人の関係 feat. SOIL&“PIMP”SESSIONS
  - 作詞：有馬三恵子／作曲：川口真／編曲：SOIL&"PIMP"SESSIONS
2. GOKAI feat. トランスパランス
  - 作詞：一青窈／作曲：SWING-O／編曲：トランスパランス
3. 他人の関係 feat. SOIL&“PIMP”SESSIONS（instrumental）

##### DVD
1. 他人の関係 feat. SOIL&"PIMP"SESSIONS（Music Video）

## その他のカバー
- 葉山宏治（1997年：アルバム『帝国』）
- 中森明菜（2009年：アルバム『ムード歌謡 〜歌姫昭和名曲集』）
- 奥村愛子（2004年：アルバム『いっさいがっさい』）